# Myrcia verticillata
Myrcia verticillata är en myrtenväxtart som beskrevs av Maria Lucia Kawasaki och Bruce K. Holst. Myrcia verticillata ingår i släktet Myrcia och familjen myrtenväxter. Inga underarter finns listade i Catalogue of Life.